# خورنیتسه
خورنیتسه (به چکی: Chornice) یک منطقهٔ مسکونی در جمهوری چک است که در ناحیه سویتاوی واقع شده‌است. خورنیتسه ۱۴٫۲۱ کیلومتر مربع مساحت و ۸۱۹ نفر جمعیت دارد و ۳۲۲ متر بالاتر از سطح دریا واقع شده‌است.